# 인사이드 아임 댄싱
인사이드 아임 댄싱(영어: Inside I'm Dancing, Rory O'Shea Was Here)은 프랑스에서 제작된 데이미언 오도널 감독의 2004년 드라마 영화이다. 제임스 맥어보이 등이 주연으로 출연하였고 제임스 플린 등이 제작에 참여하였다.

## 출연

### 주연
- 제임스 맥어보이
- 스티븐 로버트슨

### 조연
- 로몰라 가레이
- 제라드 맥솔리
- 톰 힉키
- 브렌다 프리커
- 알랜 킹
- 러스 맥케이브

## 제작진
- 미술: 톰 콘로이
- 의상: 로나 마리 무건
- 배역: 웬디 브라징튼